# Сермилигаак
Сермилигаак (гренл. Sermiligaaq, старая орфография — Sermiligâq) — это небольшое поселение в восточной Гренландии, входящее в состав муниципалитета Сермерсоок (Sermersooq).
На гренландском языке Sermiligaaq означает «прекрасный ледяной фьорд».

## География
- Местоположение: Восточная Гренландия, муниципалитет Сермерсоок.
- Координаты: Приблизительно 65,9° северной широты и 36,4° западной долготы.
- Население: Около 200—300 человек[2].
- Язык: Гренландский (калааллисут), также распространён датский.
- Климат: Арктический, с долгими холодными зимами и короткими прохладными летами.